# おすわい
おすわいは、富山県の郷土料理。根菜を酢で和えた料理。なますに似る。

## 概要
ダイコン、ニンジンなどをせん切りにし、甘酢や合わせ酢でなじませて食べる料理。
富山県では広く親しまれており、普段からおかずの一品として食卓に登場する日常食であり、日持ちがするため一度にたくさん作られ、常備菜としても利用される。学校での給食メニューとしてもお馴染みの料理であるため、富山県においては郷土料理としての知名度は高い。
正月の御節料理の定番メニューとして、ハレの日や祝いの席、および仏事の際にも作られる特別な日の料理でもある。祝膳としてはダイコンとニンジンを用いて紅白にしたり、海藻など海の物を加えて色合いをよくして作る。
季節ごとに使用される食材は異なり、各家庭や地域によってもそれぞれに特色がある食材が用いられる。三杯酢を用いる家庭もある。使用される食材の例としてはダイコン、ニンジン、海藻のほかに、コンニャク、レンコン、ヒジキ、柚子、干し柿、イカなどの魚介類がある。油揚げや厚揚げが入るのも一般的である。
なお、魚介類など傷みやすい食材を使用した場合は、日持ちしなくなるため、作ったその日のうちに食べきる。また、おすわいに豆腐は基本的には使用されない。

## 名称について
「お酢和え（）」が「お酢合い（）」になり、訛って「おすわい」となったされる。